# Ganglion sensitif d'un nerf spinal
2 - Neurones moteurs
3 - Moelle spinale
4 - Substance blanche
5 - Substance grise
6 - Racine antérieure ou motrice
7 - Racine postérieure ou sensitive
8 - Ganglion spinal
9 - Nerf spinal
10 - Rameau postérieur ou dorsal
11 - Rameau antérieur ou ventral
12 - Rameaux communicants
13 - Rameau communicant gris
14 - Rameau communicant blanc
15 - Tronc sympathique latérovertébral
16 - rameau interganglionnaire du tronc sympathique
17 - Ganglion du tronc sympathique

Le ganglion sensitif d'un nerf spinal (ou  ganglion spinal  ou ganglion rachidien) est un noyau ovoïde situé sur la racine sensitive dorsale du nerf rachidien, et renferme le soma et les dendrites de neurones dont les axones transitent par cette racine.

## Neurones
Les corps cellulaires des neurones présents dans le ganglion spinal sont ceux de neurones de sensibilité extéroceptive (tact, douleur et température), intéroceptive (viscères) et proprioceptive (muscle et tendon). On y trouve aussi des cellules de la névroglie périphérique, les cellules satellites du ganglion spinal, qui protègent le péricaryon du neurone sensitif (neurone en T de Dogiel).

## Localisation

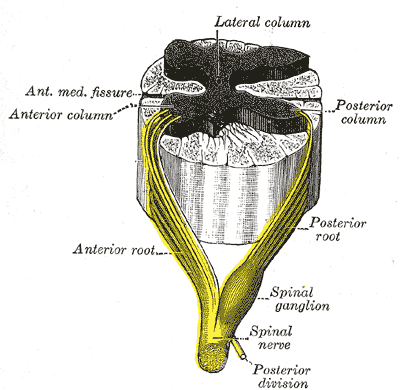
Le ganglion spinal est noté en anglais spinal ganglion, en bas à droite de l'image ; la colonne dorsale : posterior column, la racine dorsale du nerf spinal : posterior root

Le ganglion spinal se situe dans le foramen intervertébral. Il est relié à la colonne dorsale de la moelle épinière par l'intermédiaire de la racine dorsale du nerf spinal.

## Développement
Les ganglions de la racine dorsale se forment au cours du développement embryonnaire. Ils proviennent de la première vague de migration  dorso-ventrale des cellules de la crête neurale. Ces cellules se différencient en différents types de neurones sensitifs, en cellules de Schwann et en cellule satellite selon un patron de différenciation spatio-temporel défini mais encore mal connu. Une seconde vague de migration provenant de la racine dorsale de la moelle épinière, plus tardive, apporte un pourcentage important des cellules de Schwann du ganglion ainsi que certains neurones nociceptifs.

## Conséquences d'une section
Une section du ganglion spinal à gauche ou à droite de ce même ganglion fait perdre la sensibilité de la partie innervée et fait dégénérer les fibres nerveuses situées de part et d'autre du ganglion.